# Xenu

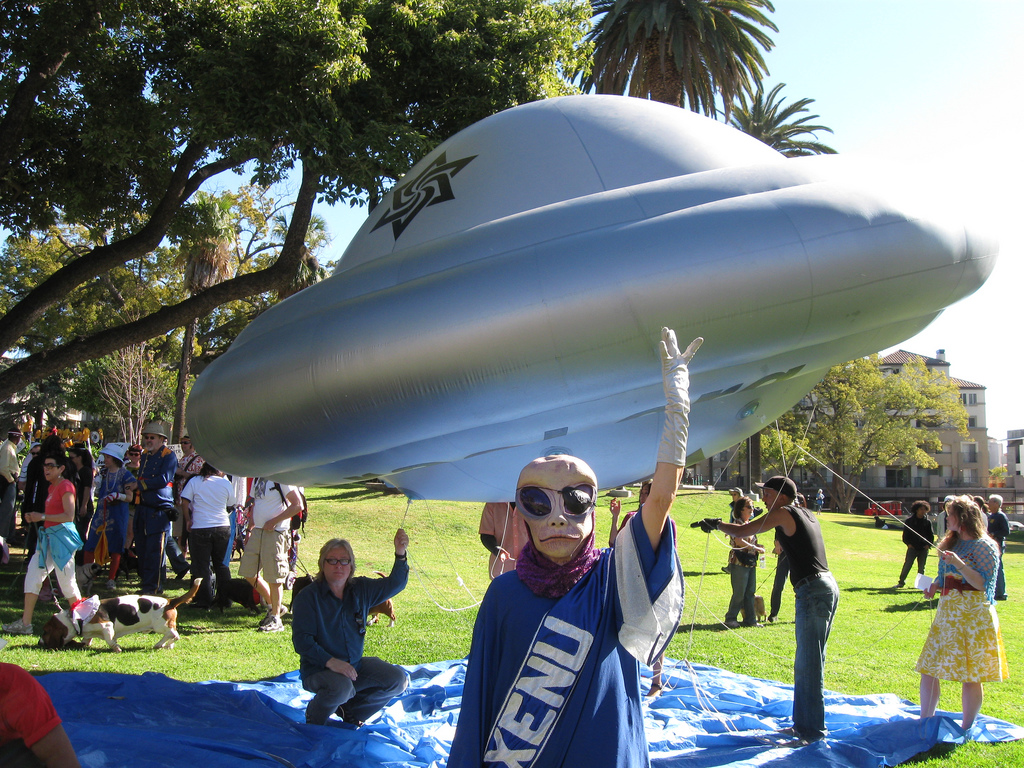
Person im Xenu-Kostüm (Im Hintergrund: Ufoluftballon mit Raelismus-Symbol)

Xenu (gelegentlich auch Xemu) ist gemäß der Vorstellung von Scientology-Gläubigen ein galaktischer Herrscher, dessen 75 Millionen Jahre zurückliegende Taten das heutige Leben auf der Erde maßgeblich beeinflussen sollen. Die Geschichte von Xenu ist Teil des Glaubens von Scientologen an außerirdische Zivilisationen und Eingriffe fremder Wesen in die Ereignisse auf der Erde.

## Allgemeines und Einordnung
Xenu geht auf das belletristische Werk von L. Ron Hubbard – zum Genre der Science-Fiction-Literatur zählend – zurück. Hubbard war der Erfinder und Begründer von Scientology und der Scientology-Kirche. Die Geschichte um Xenu ist u. a. Grundlage des 1968 beginnenden und bis heute andauernden Gebrauchs von Vulkanen als Symbol für Scientology und Dianetik. Die Geschichte von Xenu wird in dem Kurs Operating Thetan Level III (OT III) berichtet, einem Teil der „fortgeschrittenen Technologie“ Scientologys, die im Rahmen des Scientology-Kursprogramms nur fortgeschrittenen Mitgliedern gelehrt wird.
Scientology vermeidet es bis heute, Xenu in öffentlichen Äußerungen zu erwähnen, und unternahm beträchtliche Anstrengungen, einschließlich Gerichtsverfahren aufgrund der Verletzung von Urheberrechten und Geschäftsgeheimnissen, um die Geschichte von Xenu geheim zu halten. Teilweise leugnet sie die Existenz der Lehre von Xenu vollständig, teilweise wird auch versucht, die Bedeutung von Xenu in der Außendarstellung zu relativieren.

## Zusammenfassung der Geschichte von Xenu
Detailliert wird die Geschichte von Xenu in Hubbards vertraulichem Vortrag Assists (Hilfestellungen) vom 3. Oktober 1968 abgehandelt. Direkte Zitate in diesem Abschnitt sind aus diesen Quellen.
Vor 75 Millionen Jahren soll Xenu der Herrscher einer galaktischen Konföderation gewesen sein, die aus 26 Sternen und 76 Planeten, die heute als Sektor 9 bekannt sind, bestanden habe, einschließlich der Erde, die damals als Teegeeack bekannt gewesen sein soll. Die Planeten sollen überbevölkert gewesen sein, auf jedem sollen durchschnittlich 178 Milliarden Menschen gelebt haben. Die Zivilisation der galaktischen Konföderation soll mit der Unsrigen vergleichbar gewesen sein mit Leuten „die in Kleidern herum liefen, die den Kleidern, die sie am heutigen Tag tragen, bemerkenswert ähnlich sind.“ und Autos, Zügen und Schiffen, die genau so aussahen wie die „circa 1950, 1960 auf der Erde.“

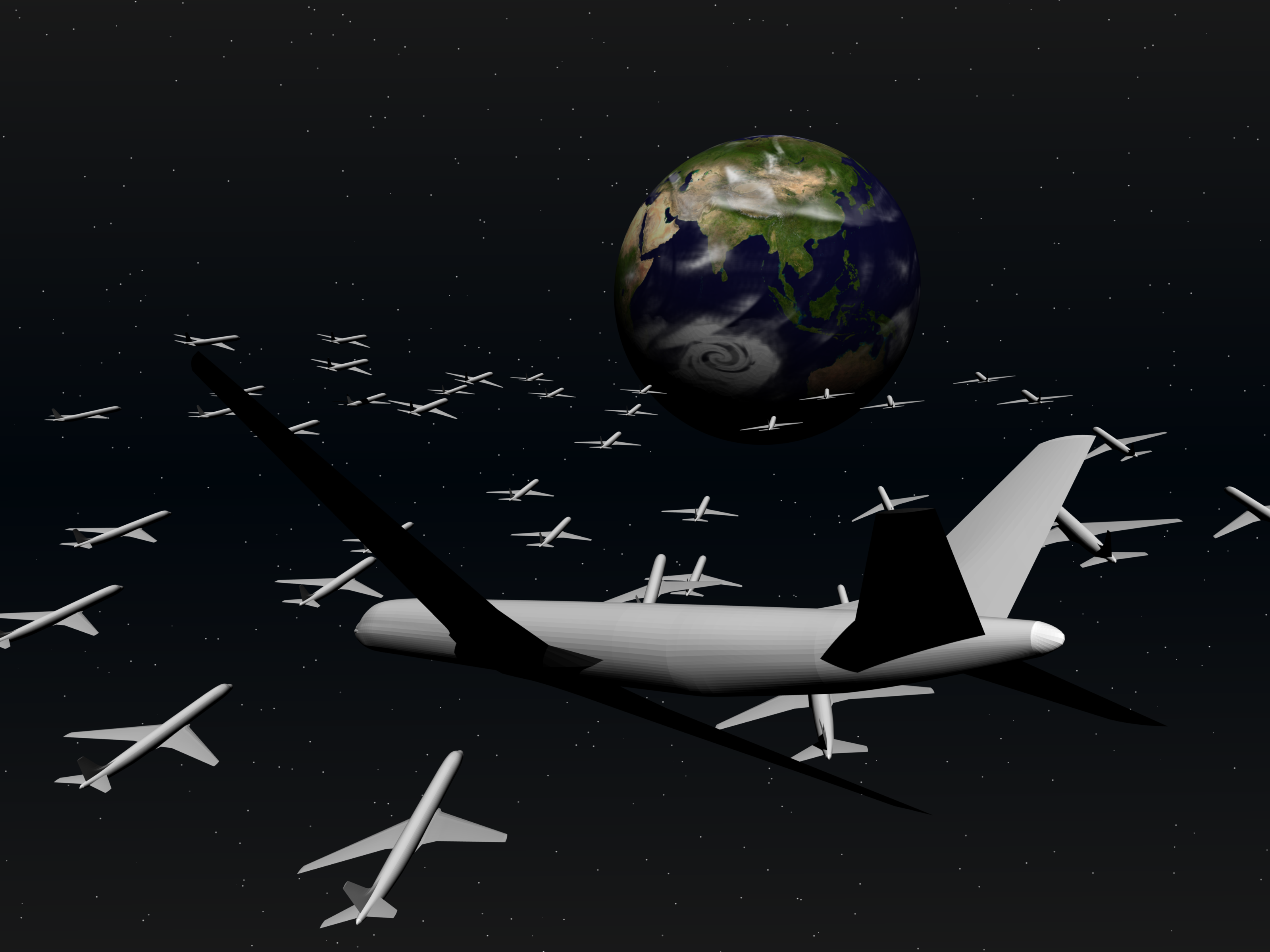
Nachträglicher Versuch einer Illustration zu Hubbards Vortrag Assists: Xenu ließ die „überschüssige“ Bevölkerung in Raumschiffen, die wie die DC-8 aussahen, zur Vernichtung auf die Erde transportieren.

Xenu soll in Gefahr geraten sein, abgesetzt zu werden, und so soll er einen Plan ausgearbeitet haben, die überschüssige Bevölkerung aus seinem Herrschaftsbereich zu eliminieren. Mit der Hilfe von „Überläufern“ soll er die Bevölkerung und die „loyalen Offiziere“, eine Kraft für das Gute, die in Opposition zu Xenu gestanden haben soll, besiegt haben. Mit der Hilfe von Psychiatern soll er Millionen von Menschen unter dem Vorwand einer „Einkommensteuer-Inspektion“ vorgeladen haben, um sie mit Injektionen von Alkohol und Glykol zu lähmen. Die gekidnappte Bevölkerung soll in Raumschiffe verladen worden sein, um sie nach Teegeeack (Erde) zu transportieren, dem vorgesehenen Ort der Vernichtung. Diese Raumschiffe sollen wie die Douglas DC-8 ausgesehen haben, „außer dass die DC-8 Triebwerke und Propeller hatte und das Raumschiff nicht“.
Nachdem die Raumschiffe Teegeeack erreicht haben sollen, sollen die gelähmten Leute ausgeladen und über den ganzen Planeten verteilt am Fuß von Vulkanen aufgehäuft worden sein. Dann sollen Wasserstoffbomben in die Vulkane versenkt worden sein, die alle gleichzeitig detoniert sein sollen. Nur wenige sollen überlebt haben.
Die jetzt 'entkörperten' Seelen der Opfer, die Hubbard „Thetane“ nennt, sollen durch die Explosion in die Luft geblasen worden sein. Sie sollen durch Xenus Streitkräfte mittels eines „elektronischen Bands (das auch eine Art von stehender Welle war)“ und in „Vakuum-Zonen“ um die Erde herum eingesaugt worden sein. Die Hunderte von Milliarden gefangener Thetane sollen zu einer Art Kino gebracht worden sein, wo sie gezwungen worden sein sollen, 36 Tage lang einen „dreidimensionalen superkolossalen Film“ anzusehen. Das soll in das Gedächtnis der unglücklichen Thetane etwas eingepflanzt haben, was Hubbard „verschiedene irreführende Informationen“ nannte, die kollektiv als „R6 Implantate“ bezeichnet worden sein sollen, „was mit Gott, dem Teufel, Science Fiction usw. zu tun hat“. Das solle alle „Weltreligionen“ eingeschlossen haben, wobei Hubbard insbesondere die römisch-katholische Kirche und das Bild der Kreuzigung auf den Einfluss von Xenu zurückführt. Die Innendekoration „aller modernen Kinos“ soll gemäß Hubbard ebenfalls verursacht sein durch eine unbewusste Erinnerung an Xenus Implantate. Die beiden „Implant-Stationen“, die Hubbard erwähnt, hätten sich auf Hawaii und Las Palmas auf den Kanarischen Inseln befunden.
Abgesehen vom Einpflanzen neuer Glaubensinhalte in die Thetane sollen sie durch die Bilder ihres Identitätssinnes beraubt worden sein. Als die Thetane die Projektionsgebiete verließen, sollen sie begonnen haben, sich in Schwärmen von einigen Tausend zu gruppieren, da sie die Fähigkeit verloren hätten, sich voneinander zu differenzieren. Jeder Schwarm von Thetanen soll sich in einem der wenigen Körper, die die Explosion überlebt haben sollen, gesammelt haben. Diese wurden das, was als „Körperthetane“ bezeichnet wird, die sich bis heute an jedermann anhängen sollen und ihn nachteilig beeinflussen sollen, abgesehen von den Scientologen, die die nötigen Schritte ausgeführt haben sollen, um sie zu entfernen.
Die „Loyalen Beamten“ sollen Xenu schließlich gestürzt haben und ihn in einen Berg eingeschlossen haben, wo er für immer gefangen gehalten werden soll durch ein Kraftfeld, das von einer ewigen Batterie Energie beziehen soll. Manche behaupten, Xenu sei auf der Erde in den Pyrenäen gefangen, aber Hubbard erwähnt nur „einen dieser Planeten“ der galaktischen Konföderation. Er erwähnt jedoch, dass die Pyrenäen der Ort gewesen seien, wo sich die letzte „Mars-Rapport-Station“ befunden habe, was vermutlich die Ursache dieser Verwirrung ist.
Teegeeack/Erde soll schließlich von der galaktischen Konföderation verlassen worden sein und bis heute ein ausgestoßener Gefängnisplanet geblieben sein, obwohl sie zwischenzeitlich wiederholt unter feindlichen Einfällen durch außerirdische „invader forces“ gelitten habe.

## Xenus Vulkane

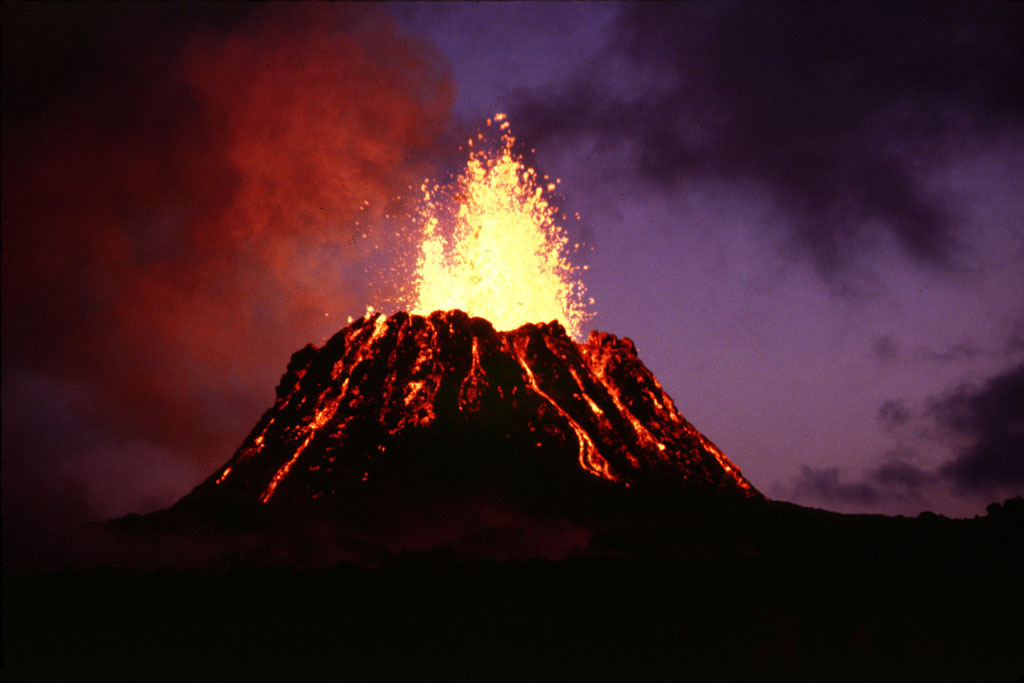
Xenu soll seinen Bevölkerungsüberschuss um Vulkane wie diesen auf Hawaii angehäuft und mit Wasserstoffbomben in die Luft gesprengt haben.

In OT III führt Hubbard die Orte auf der ganzen Welt auf, wo Xenus Genozid stattgefunden haben soll, abgesehen von den beiden Implant-Stationen auf Hawaii und La Palma. Die Vulkane, die Xenu in die Luft gesprengt haben soll, sollen gewesen sein in:
- Asien und Pazifik: Nordjapan (vermutlich Hokkaidō), Südjapan (könnte Honshū, Shikoku oder Kyushu sein), „Krakajawia“ (wahrscheinlich eine falsche Schreibweise von Krakatau (Indonesien)), Philippinen, Himalaja, Hawaii.
- Nord- und Südamerika: Mount Washington (es ist nicht klar, welcher der 15 Berge dieses Namens in den USA gemeint ist, aber vermutlich Mount Washington in Oregon, ein Schildvulkan), Mount Rainier (Washington), Mount Hood (Oregon), Mount Shasta (Nordkalifornien), Mount San Gorgonio (Südkalifornien), Kanada, Anden.
- Atlantik und Afrika: Tanger (Marokko), Sankt Helena, „Kolomonjero“ (offenbar eine falsche Schreibweise von Kilimanjaro), Las Palmas de Gran Canaria (Kanarische Inseln).

## Enthüllung
Trotz der Bemühungen Scientologys, die Lehre geheim zu halten, ist der Inhalt über die Jahre durchgesickert. OT III wurde zuerst 1972 von Robert Kaufmans Buch Inside Scientology veröffentlicht, in dem Kaufman detailliert seine Erfahrungen mit OT III niederschrieb. 1981 berichtete die Zeitung Clearwater Sun darüber in einem Artikel. Einen größeren Bekanntheitsgrad erreichte die Lehre durch einen Gerichtsprozess, der 1985 von Lawrence Wollersheim – einem ehemaligen Scientologen – gegen Scientology geführt wurde. In diesem wurden interne Schriftstücke, die OT III beschreiben, als Beweismittel vorgelegt. Scientology versuchte die Akte unter Verschluss zu halten, indem die Gerichtsakten ständig durch einen „Leser“ ausgeliehen wurden. Das Vorhaben scheiterte, als die Los Angeles Times über dieses Vorgehen berichtete. Der Text wurde in ausführlicher Form in William Poundstones Buch Bigger Secrets auf Basis besagter Gerichtsakten veröffentlicht.

## Xenu in der Lehre von Scientology
Innerhalb von Scientology bezeichnet man die Xenu-Geschichte als die „Feuerwand“ oder als „Incident II“. Hubbard maß ihr eine ungeheure Bedeutung zu und erklärte, in ihr bestehe „das Geheimnis einer Katastrophe, deren Resultat der Niedergang des Lebens, wie wir es kennen, in diesem Teil der Galaxis war“. Die groben Züge der Geschichte von Xenu – dass vor 75 Millionen Jahren in diesem Sektor der Galaxis eine große Katastrophe stattfand, die seither tief gehende negative Wirkungen auf jedermann ausübt – werden auch gegenüber Scientologen auf niedrigeren Stufen eingeräumt. Die Einzelheiten jedoch werden innerhalb von Scientology streng vertraulich behandelt.
Hubbard behauptete, er sei der Erste gewesen, der einen präzisen Weg durch die „Feuerwand“ kartiert habe, „wahrscheinlich der Einzige in 75.000.000 Jahren, dem es je gelang“. Er gab diesen „Durchbruch“ erstmals öffentlich in Ron’s Journal 67 (RJ67) bekannt, einem Tonband, das Hubbard am 20. September 1967 aufnahm, um es an alle Mitglieder von Scientology zu schicken. Nach Hubbard ging dieser „Forschungsdurchbruch“ auf Kosten eines gebrochenen Rückens und gebrochener Knie und Arme. OT III enthält eine Warnung, dass der R6 Implant „berechnet ist, jeden umzubringen (durch Lungenentzündung usw.), der versucht, ihn zu lösen“. In Ron’s Journal 67 deutet Hubbard die verheerende Wirkung von Xenus Genozid an:

„Und es ist sehr wahr, dass vor 75 Millionen Jahren auf diesem Planeten und den anderen 75 Planeten, die diese [galaktische] Konföderation bildeten, eine große Katastrophe geschah. Er war seither eine Wüste, und es ist das Los einer Handvoll Leute gewesen, zu versuchen, seine Technologie auf eine Stufe zu bringen, wo jemand sich nach vorne wagen, die Katastrophe durchdringen und ungeschehen machen kann. Wir sind auf dem Weg, das zu schaffen.“

OT III befasst sich auch mit Incident I, der angeblich vor vier Billiarden Jahren – was über 250.000 Mal mehr als das Alter des Universums nach gegenwärtigem wissenschaftlichem Konsens ist – geschah. In Incident I wurde der nichts Böses ahnende Thetan einem lauten schnappenden Geräusch unterworfen, gefolgt von einer Flut von Licht und dann einem Wagen, dem ein trompetender Cherub folgte. Nach einer weiteren Folge lauter schnappender Geräusche wurde der Thetan durch Dunkelheit überwältigt. Dies wird bezeichnet als der „Implant“, der die Tür zu diesem Universum öffnete, womit gemeint ist, dass diese traumatischen Erinnerungen das sind, was die Thetane von ihrem statischen (natürlichen, gottähnlichen) Zustand trennt.
Hubbard verwendete die angebliche Existenz von Körperthetanen, um viele der körperlichen und mentalen Gebrechen der Menschheit zu erklären, die, wie er sagte, die Leute davon abhalten, ihre höchsten geistigen Stufen zu erreichen. OT III bringt dem Studenten bei, die Körperthetane zu entfernen, indem er sie zum Bewusstsein ihrer Individualität bringt: „Man muss sie reinigen, indem man Incident II und Incident I behandelt.“ Der Student wird angewiesen, einen Schwarm von Körperthetanen zu finden, ihn „telepathisch“ als Schwarm anzusprechen und zuerst den Schwarm und dann die einzelnen Mitglieder des Schwarms durch Incident II zu bringen, dann wenn nötig durch Incident I. Hubbard warnt, dass das eine mühsame Prozedur sei, und die OT Stufen IV bis VII fahren in dem langen Prozess fort, die eigenen Körperthetane zu behandeln.
Scientology ist dagegen, dass die Xenu-Geschichte dafür verwendet wird, Scientology als bloße Science-Fiction-Fantasie darzustellen.
Hubbards Aussagen bezüglich des R6 Implants waren eine Quelle für Auseinandersetzungen und Konflikte zwischen der Scientology-Kirche und ihren Kritikern, wobei viele Kritiker und Christen sagen, dass Hubbards Aussagen bezüglich R6 beweisen, dass die Lehre von Scientology mit dem Christentum nicht vereinbar sei, obwohl die Organisation das Gegenteil behauptet. In Assists sagt Hubbard:

„Es zeigt sich, dass jedermann gekreuzigt wurde, daher denkt nicht, dass es ein Zufall ist, dass diese Kreuzigung, sie fanden heraus, dass sich das anwenden ließ. Jemand, irgendwann auf diesem Planeten fand etwa 600 v. Chr. irgendwelche Stücke von R6, und ich weiß nicht, wie sie es gefunden haben, entweder in dem sie Verrückte beobachtet haben oder so etwas, aber seither haben sie es verwendet und es wurde das, was als Christentum bekannt ist. Der Mann am Kreuz. Es gab keinen Christus. Aber der Mann am Kreuz erweist sich als jedermann.“